# Hystricia currani
Hystricia currani är en tvåvingeart som beskrevs av O'hara 2002. Hystricia currani ingår i släktet Hystricia och familjen parasitflugor.
Artens utbredningsområde är Ecuador. Inga underarter finns listade i Catalogue of Life.